# Wilhelm Meyer
Wilhelm Vijoen Meyer (ur. 1 lipca 1991) – południowoafrykański zapaśnik walczący w stylu wolnym. Zajął 39 miejsce na mistrzostwach świata w 2015. Brązowy medalista mistrzostw Afryki w 2016 roku.